# Пар (сельское хозяйство)

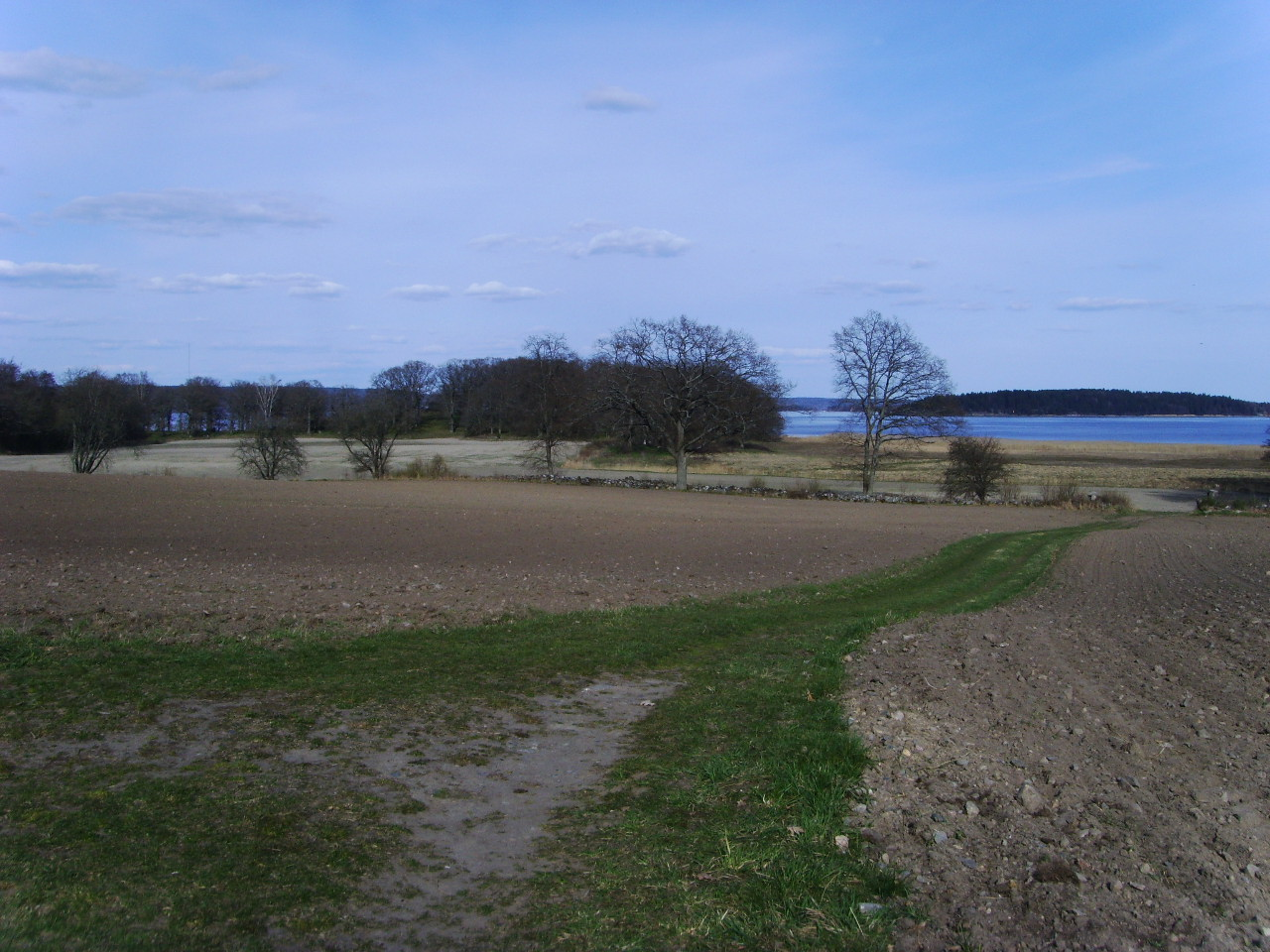
Поле под паром

Пар в земледелии — вспаханное поле, оставляемое на одно лето незасеянным. Термин используется в сельском хозяйстве при описании схем севооборота. Если в таком состоянии земля остаётся более одного года, то она уже носит название залежи. На этом основываются две исторические и до сих пор самые распространённые системы полеводства в России: залежная, или переложная, и паровая, или трёхпольная. Главная цель допущения в полях пара — возможность особо тщательно разработать землю под следующий сев.

## История

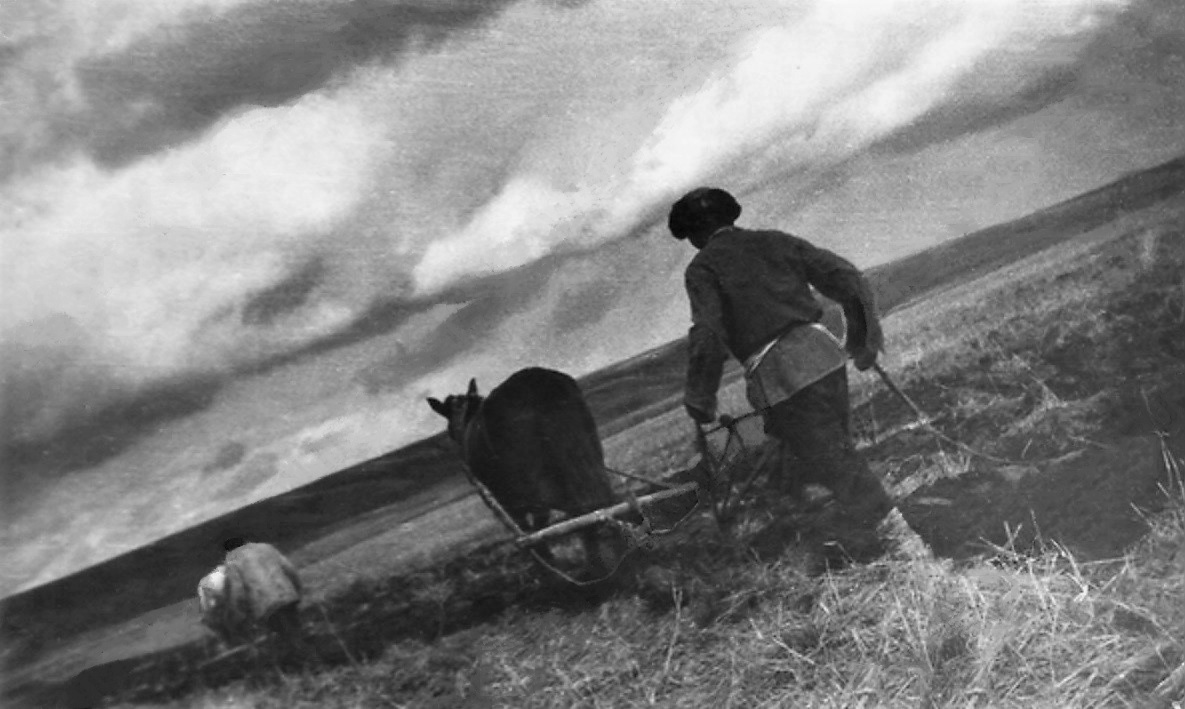
Подъём пара. 1930-е годы

Согласно энциклопедическому словарю Брокгауза и Ефрона, «…так понимали пар ещё римляне, что доказывают выражения, которые у них употреблялись для обозначения различных обработок паром. Первое паханье, наш взмёт, они называли fringere (ломать), вторую вспашку vertere (оборотить) и проч. Таким образом, по первоначальному смыслу, в понятии „пар“ соединялся не только отдых земли, но и постоянная обработка поля во время его парования. Другими словами, в древности, по-видимому, знали главным образом только пар чёрный, то есть земле не давали, вследствие часто повторявшейся обработки, зарастать травами и держали её чёрной. Но потом мало-помалу изменившиеся экономические условия, а главное, стеснение в земле вынудили земледельца пользоваться паровым полем в виде выгона. Таким образом появился пар зелёный, который, по его общеупотребительности, называется в России просто пар, а немцы называют его Паром Ивановым, так как около этого времени (24 июня) пар бывает покрыт скудной зеленью и служит местом выгона для скота. Но где община уступила место участковому хозяйству, там пар или совсем отменён, или видоизменён.
Так, очень часто паровое поле засевают каким-нибудь однолетним растением, которое можно снять в виде травы (вика с овсом, торица и др.) или запахать на зелёное удобрение (тоже гречиха, белая горчица и др.). В таком случае пар называется занятым. Кроме того, есть целый ряд растений, которые сеются на паровом поле, и во время роста которых земля обрабатывается всё лето, что и заменяет действие пар. Таковы растения корнеплодные, как, например, турнепс, свёкла и др., клубневые — картофель, почему корнеплоды и клубни и называются растениями пропашными, или паровыми. Возделыванием таких растений достигается одна из главных целей пара — разрыхление земли — иногда даже лучше, чем чистым паром, но культура таких растений на паровом поле возможна только там, где стоит долго тёплая осень, так как уборка корнеплодов приходится на конец августа или начало сентября, когда в России сеять озимое растение уже поздно, а между тем, паровая обработка земли предназначается почти исключительно для озимых растений (пшеницы, ржи, озимого рапса и т. п.)»

## Классификация паров
Существует три основных вида паров — чистый, занятый и полупар. Чистый пар подразделяется на чёрный, ранний и поздний (чёрный и ранний могут быть кулисными). Занятый пар бывает сплошным, пропашным и сидеральным.

## Почва под паром

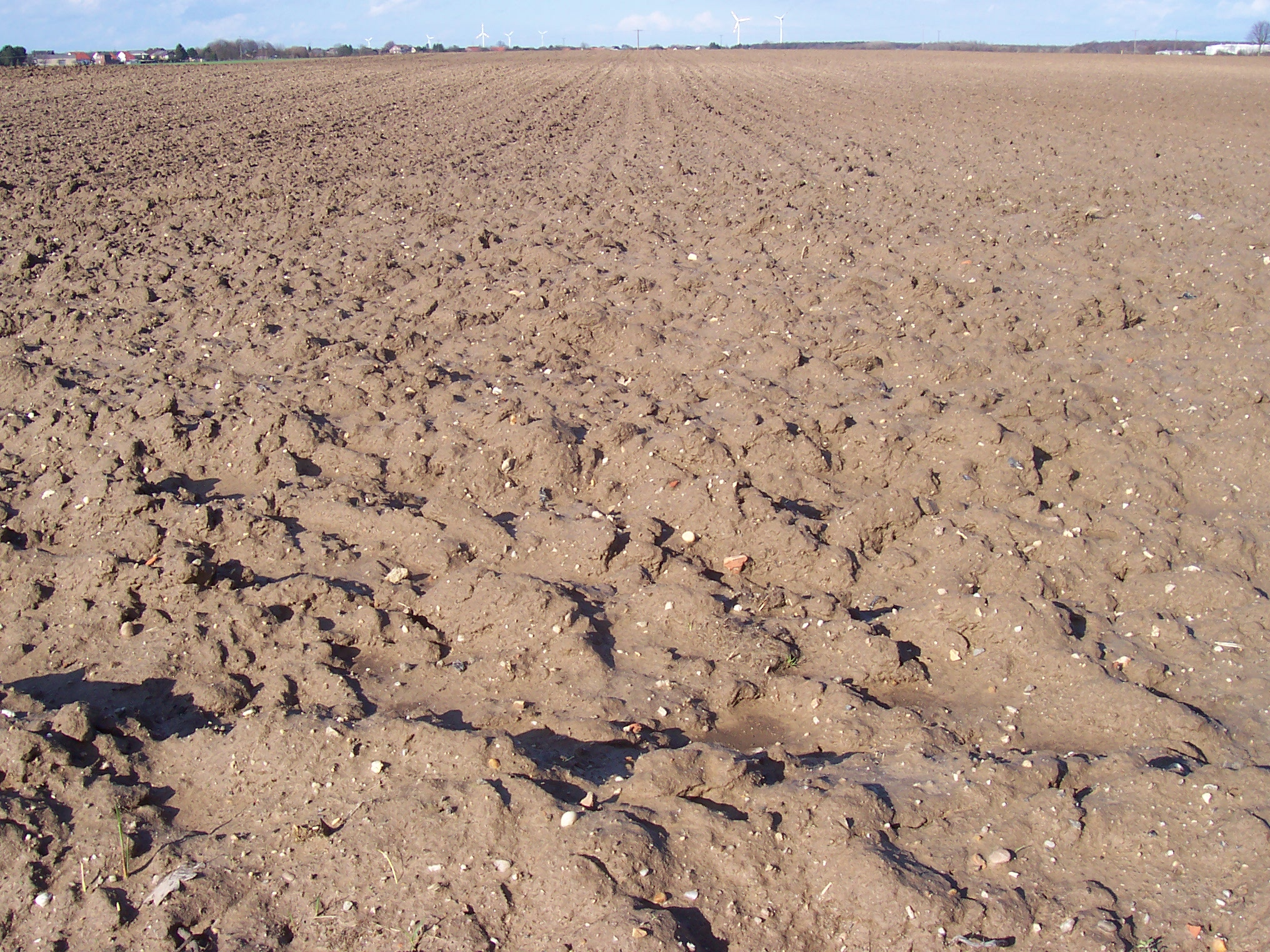
Поле под паром

Энциклопедический словарь Брокгауза и Ефрона описывает процессы, происходящие с почвой под паром следующим образом: 
«Во время нахождения почвы под паром в ней остаётся множество весьма сложных процессов, результат которых большей частью бывает ясен, но сама сущность относительно многих сторон остаётся и до сих пор[уточнить] малоизведанной. Почва состоит из органических и неорганических веществ. Изменения, происходящие во время пара, касаются и тех, и других. Органические вещества, накопленные в почве и вносимые в виде навоза и старого жнивья, начинают переходить в перегной, или «гумифицироваться». 
Самая существенная особенность перегноя — претерпевать и в физическом, и химическом смысле постоянные изменения, с выделением при этом главным образом воды, углекислоты и аммиака, то есть самых полезных для разложения и минеральных веществ. Углекислоте приписывается очень важное влияние в процессе выветривания горных пород и образование из них почв. 
Под паром совершается тот же процесс, только в меньшем виде. Мульдер главную цель пара полагает в образовании в ней цеолитной части, а прямыми опытами доказано, что чем больше в почве цеолитов, тем она плодороднее. Углекислота вместе с водой и кислородом воздуха разлагает, хотя и медленно, неорганические соединения, входящие в состав почвы, как то: силикаты, цеолиты, фосфорно-кислые и углекислые соли и щелочные земли, почему, когда земля находится под паром, под влиянием атмосферных явлений, как говорит Либих, известные составные части почвы делаются более подвижными и приемлемыми для корней растений, чем они были прежде. В значительно меньшей степени в сказанном процессе принимают участие и азотистые продукты гниения органических веществ. Перегнойно-кислые соли и аммиак, несомненно, участвуют в процессе выветривания, а последний, кроме того, даёт материал для образования важнейшего питательного вещества — азотной кислоты. Пар, следовательно, способствует и «нитрификации» почвы. Несомненно при этом участие и микроорганизмов. Таким образом, процессы, совершающиеся в почве, когда она находится под паром, имеют характер химический и биологический. 
Пар улучшает также и физические свойства почвы, изменяя её строение и уничтожая сцепляемость её частей. Иные из глинистых и чернозёмных почв так среди лета твердеют, а весной до того намокают, что становятся почти недоступны для обработки, между тем, те же почвы, поднятые с осени, вслед за уборкой бывших на них растений, и оставленные в пластах на зиму, в следующую весну и лето могут без труда быть обрабатываемы всякими орудиями. Таким образом, Пар уничтожает вязкость в тяжёлых почвах, вследствие уменьшения их влагоёмкости и разрыхленности, а последняя, в свою очередь, ведёт к обеспечению почвы влагой, когда бывает недостаток в атмосферных осадках. 
Почвы с твёрдой неразрыхленной поверхностью быстро теряют накопленную в них влагу, через что все более и более твердеют; наоборот, в поддерживаемых постоянно в рыхлом состоянии почвах эта влага сберегается. Одно из нагляднейших тому доказательств представляет принятый в последнее время способ облесения наших степей. Прежде в питомниках выращивали саженцы с поливкой, а в настоящее время ни питомники, ни засаживаемая из них степь совсем не поливаются, и разные лиственные породы (дуб, берест, клен и др.) растут успешно, образуя настоящие леса, если только в молодости, пока вершины деревцев не сомкнутся, земля под ними содержится постоянно рыхлой, отчего самородная растительность уничтожается, а она производимым ею испарением много отнимает у почвы, следовательно, и у культурной растительности влаги. Такого же порядка, то есть постоянной очистки от всякой самородной растительности и поддержания в почве рыхлости, держатся и садоводы на юге России. Наблюдения Вольни вполне оправдывают такую практику российских хозяев и лесоводов.»
Почва в пару на глубине 2—20 см содержит 23 % влаги, а покрытая растительностью 12—16 %. То благоприятное состояние, которого достигает почва, находясь в чёрном пару при правильной обработке, немецкие агрономы называют «спелостью» (см. Обработка почвы), которая, по Леру, характеризуется следующими изменениями: 1) пашня становится темнее; 2) небольшие глыбы делаются рыхлыми; 3) почва и на ощупь становится другой — под ногой она упруга, а в руке легче, чем прежде; 4) пахотный слой раздувается, поднимается, увеличивается в объёме; наконец, 5) поле зеленеет, покрывается не одними сорными травами, но и особого рода растениями. Небольшие отдельные глыбки, рыхлые, впрочем, как и все поле, одеваются особой моховидной зеленью, похожей на ту, что мы видим на насосах, на срубах колодцев, на полусгнившем дереве, которое никогда не просыхает и т. п.
Пар составлял нераздельную часть господствовавшей в России конца XIX в. трёхпольной системы. В западных государствах эта форма земледелия тоже была господствующей, но с конца XVIII столетия она стала мало-помалу заменяться другими формами, наконец и совершенно вытеснила пар из полеводства. Главное неудобство паровой, или трёхпольной, системы в том, что при ней треть полей, так сказать, гуляет, то есть остаётся без засева. Тем не менее, у пара в определенных почвенно-климатических условиях есть и свои отрицательные стороны — повышенная минерализация азота, высокая податливость почвы парового участка водной и ветровой эрозии и ряд других.

## Пар в России
Когда в земле нет недостатка, такая потеря не ощутима; но так как в западных государствах давно стал чувствоваться недостаток в свободных землях, то и стали придумывать средства к поддержанию производительности земли помимо пара. В России совсем не то. Коренная Россия разрабатывалась, главным образом, с помощью огневой системы, по мере разработки лесов, или так называемой подсечной культуры. Что одолевалось топором, сохой и косой, то считалось владением частным, или вотчинным, если одна семья участвовала в разработке новины, или общинным, если расчистка производилась обществом. Таким образом образовались земли «дикие», никому не принадлежавшие, земли общинные и земли вотчинные. С увеличением народонаселения мало-помалу стали подбираться земли, особенно на местах первой колонизации. Так, например, в псковских владениях в XIV и XV вв. свободных, никому не принадлежавших, земель уже не было, следовательно, приходилось покупать саму землю. 
Окончательный удар бродячему земледелию был нанесён актом укрепления крестьян к земле или нарождением на Руси крепостного права; явился известный определённый надел крестьян землёй. Такой новый порядок поземельных отношений вызвал изменения и в форме пользования землёй. До XVI в. в древних актах нет указаний на трёхпольную систему, а потом идёт о ней постоянно речь. В весьма древних актах встречаются известия о притеребах, то есть о землях, вновь расчищенных для пашни, что очевидно указывает на подсечную систему земледелия. Позже встречаются выражения: «Пашни столько-то, перелогу столько-то и лесом поросло столько-то», следовательно, была в своё время в древней Руси и переложная система. Наконец, в начале XVI в., в русских старинных официальных документах обыкновенно употребляется выражение: «Столько-то чети в поле и в дву потому ж» [Четвертью, или четью, в поле называлась половина десятины; посему четыре чети в поле, а в дву потому ж в наделе крестьянский, по нынешней мере, составит 2 дес. в одном поле, а во всех трёх полях 6 дес. в доброй земле, в средней 14 чети, или 7 дес., а в худой 16 чети, или 8 дес. (.]. Это выражение уже прямо указывает на трёхпольное хозяйство населения средневековой Руси. При наделе крестьян землёй она отводилась в трёх полях, но, для сокращения, отмечалось в писцовых книгах количество земли в одном поле с добавкой: «В дву потому ж». Следовательно, паровая трёхпольная система земледелия в России — явление самобытное, вылившееся из общественного и экономического строя русского народа. Но древнерусский надел на крестьянскую семью доходил до 12—15 дес. одной полевой земли, а в XIX в. в очень многих местах на душу приходилось не более 3/4 и даже 1/2 дес. 
В энциклопедии Брокгауза и Ефрона говорится: «На Западе, по короткости зим и по продолжительности времени для обработки, возможна беспрерывная культура, а у нас и при отмене трёхпольной системы без пара трудно успеть управиться с работами, чтобы хорошо подготовить землю к посеву. Нам следует пока стремиться к тому, чтобы пар повторялся не каждые два года, а через 3—4—5 лет, и вводить в севооборот посева многолетние травы и главным образом красный клевер и тимофеевку, как это было за границей и, отчасти, начинает входить и у нас в общинное крестьянское хозяйство».